# Ekrem Čaušević
Ekrem Čaušević (Brekovica kod Bihaća, 1952.), bosanskohercegovački i hrvatski turkolog bošnjačkog podrijetla.

## Životopis
Studij orijentalnih jezika (turski, arapski i perzijski) i književnosti završio na Filozofskom fakultetu u Sarajevu (1974.). Na istome fakultetu predavao je do travnja 1992. Godine 1994. utemeljio je Katedru za turkologiju, koja danas djeluje u sklopu Odsjeka za hungarologiju, turkologiju i judaistiku pri Filozofskom fakultetu Sveučilišta u Zagrebu. Predstojnik je te katedre od njezina osnutka i redoviti profesor za predmete Suvremeni turski jezik, Osmanski turski jezik i Uvod u turkologiju. Dekan OOUR-a Filologija Filozofskog fakulteta u Sarajevu 1987/1988. Usavršavao se u Istanbulu, Ankari, Beču, Budimpešti, Sofiji i Göttingenu. U akademskoj god. 1992./1993. i 2000-2001. kao stipendist njemačke zaklade A. von Humboldt bio gostujući profesor i znanstvenik na Sveučilištu u Göttingenu. 
Od 1995. god. gostujući je profesor i na sarajevskom Filozofskom fakultetu. Kao voditelj ili istraživač radio je na nekoliko domaćih i stranih projekata. Autor je više od 120 znanstvenih i stručnih radova u domaćim i stranim časopisima, „Gramatike suvremenoga turskog jezika“, sveučilišnog udžbenika „Turkološke čitanke“, priređivač i prevoditelj s osmanskog (Autobiografija Osman-age Temišvarskog) i suvremenog turskog jezika („Pogled s Bospora“; romani „Zovem se crvena“ /u suradnji s M. Andrić/ i „Istanbul“ turskoga nobelovca  Orhana Pamuka). Dobitnik je prevodilačke nagrade „Kiklop“ (2006.) za prijevod s turskoga jezika Pamukova romana „Istanbul“. 
Član je uredništava stručnih i znanstvenih časopisa, dopisni član Türk Dil Kurumu (Turske jezikoslovne akademije) u Ankari, dobitnik odličja Republike Turske za iznimne zasluge u promicanju znanosti te dobitnik nagrade turkofonoga svijeta za zasluge u turkologiji (2012.).
U akademskoj godini 2021/2021. izabran u zvanje professor emeritus Sveučilišta u Zagrebu, https://omp.ffzg.hr/index.php/FFpress/catalog/download/139/231/10325?inline=1  Arhivirana inačica izvorne stranice od 1. ožujka 2023. (Wayback Machine)
U 2022. godini izabran za člana Akademije nauka i umjetnosti BiH, https://n1info.ba/vijesti/izabrani-novi-clanovi-akademije-nauka-i-umjetnosti-bosne-i-hercegovine/
U 2018. u Turskoj je tiskan zbornik znantvenih radova povodom navršenih 65 godina života, https://www.osmanlimirasi.net/makalelist/11_5_2018  Arhivirana inačica izvorne stranice od 1. ožujka 2023. (Wayback Machine)
Turkologu u čast! Zbornik radova povodom 70. rođendana Ekrema Čauševića / In Honor of the Turkologist: Essays Celebrating the 70th Birthday of Ekrem Čaušević, https://www.academia.edu/86632896/Turkologu_u_%C4%8Dast_Zbornik_radova_povodom_70_ro%C4%91endana_Ekrema_%C4%8Cau%C5%A1evi%C4%87a_In_Honor_of_the_Turkologist_Essays_Celebrating_the_70th_Birthday_of_Ekrem_%C4%8Cau%C5%A1evi%C4%87

## Djela

### Autor
- Gramatika suvremenoga turskog jezika. Hrvatska sveučilišna naklada (Zagreb, 1996.)
- Turkološka čitanka. Ibis grafika (Zagreb, 2002.)
- The Turkish Language in Ottoman Bosnia (Istanbul, 2014.)
- Ustroj, sintaksa i semantika infinitnih glagolskih oblika u turskom jeziku (Ibis-grafika, Zagreb, 2018.)
- (u koatorstvu s Barbarom Kerovec) Turski i hrvatski u kontaktu i kontrastiranju: Sintagma i jednostavna rečenica. (bis-grafika, Zagreb, 2021.)

- Orhan Pamuk: Zovem se crvena (Zagreb, 2003.) (u suradnji s Martom Andrić)
- Orhan Pamuk: Istanbul: grad, sjećanja. (Zagreb, 2006.) (Nagrada Kiklop za prijevod godine)
- Autobiografija Osman-age Temišvarskog (Zagreb, 2004.)
- Orhan Pamuk: Muzej nevinosti (Zagreb, 2009.) (u suradnji s Kerimom Filan)
- Orhan Pamuk: Crna knjiga (Zagreb, 2010.) (u suradnji s Janom Bušić i Draženom Babićem)
- Orhan Pamuk, Noći kuge (Zagreb, 2023.)

### Uredničke knjige
- Matija Mažuranić, Bosna'ya Bir Bakış Yahut Bir Hırvat Vatandaşının 1839-40 Yılları Arasında O Eyalete Kısa Bir Yolculuğu: Čaušević, Ekrem; Paić-Vukić, Tatjana; Hafız Küçükusta, Ayla (ur.). (Prizren, 2011.) (monografija).
- Osmanlı Sanatı, Mimarisi ve Edebiyatına Bakış: Ekrem Čaušević, Moačanin Nenad, Vjeran Kursar (ur.) (Edirne 2011.)
- Perspectives on Ottoman Studies (Papers from the 18th CIEPO): Ekrem Čaušević, Nenad Moačanin, Vjeran Kursar (ur.). (Belin, 2010.)

## Vanjske poveznice
- Turksav Vakfi: Türk Dünyası Yazarlar ve Sanatçılar Vakfı (TÜRKSAV) 16. Türk Dünyasına Hizmet Ödülleri, 18. maja 2012.
- Književna smotra - Prvih dvadeset godina hrvatske tukologije, Godište XLVI/2014, broj 173 (3)
- Ekrem Čaušević: Turska književnost danas spada među čitanije nacionalne književnosti u Hrvatskoj!
- Pregled po znanstveniku: Ekrem Čaušević (Hrvatska znanstvena bibliografija CROSBI)
- Turkologu u čast! Zbornik radova povodom 70. rođendana Ekrema Čauševića